# 丹沢湖
丹沢湖（たんざわこ）は、1978年（昭和53年）に西丹沢の酒匂川水系の河内川に造られた三保ダムによって誕生した人造湖である。丹沢湖には玄倉川（くろくらがわ）、世附川（よづくがわ）、中川川（なかがわがわ）の3つの支流からの水が流れ込んでいる。
湖面には大仏大橋、永歳橋など57の橋が架かっている。また、丹沢湖周辺は丹沢大山国定公園に指定され人造湖であるが周囲の自然とよく調和しており、「かながわの景勝50選」（神奈川県による）・「ダム湖百選」（財団法人ダム水源地環境整備センターによる）にも選ばれている。湖面ではマスやブラックバスが釣れる他ボート遊びもできる。周辺にはキャンプ場や展望台、遊歩道などが整備されている。また、7月には「丹沢湖カヌーマラソン大会」、8月には「丹沢湖花火大会」、毎年11月最終日曜日には全国から4,000名ものランナーが出場する「丹沢湖ハーフマラソン大会」など季節ごとにイベントが開かれる。

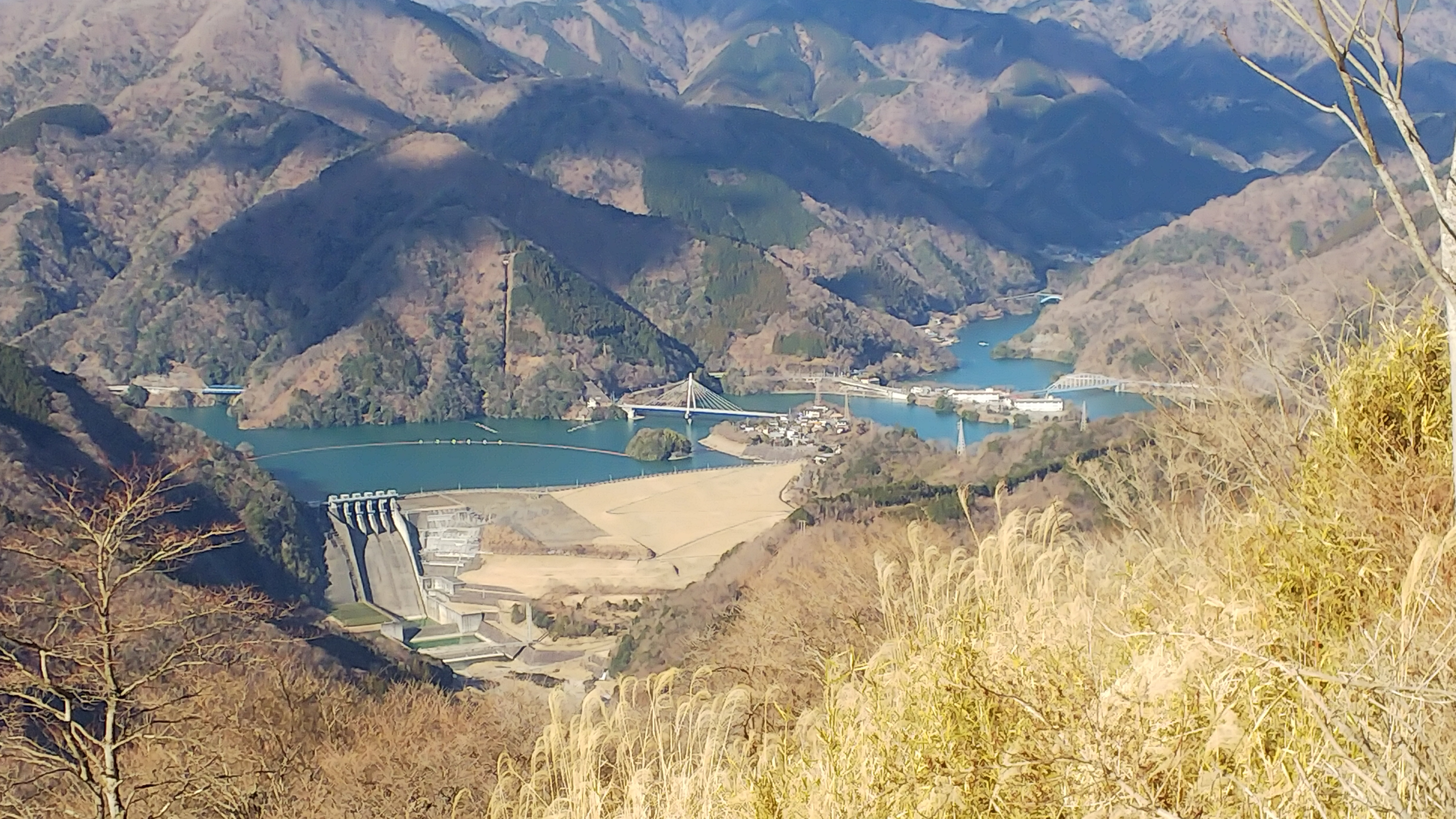
大野山から見た丹沢湖と三保ダム
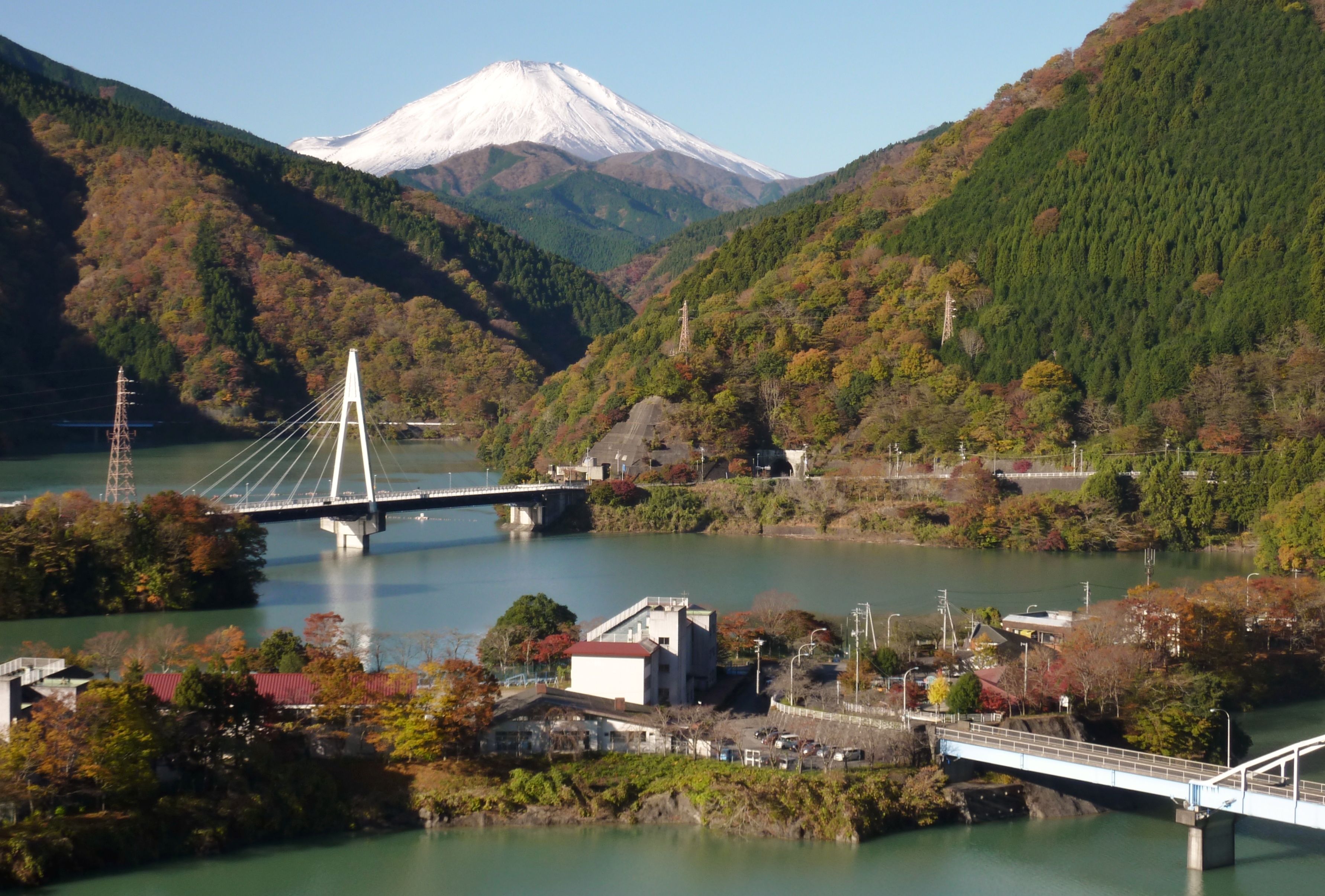
千代の沢園地展望台から見た丹沢湖と富士山